# Gamma Apodis
Gamma Apodis (γ Aps, γ Apodis) è la seconda stella più luminosa della costellazione dell'Uccello del Paradiso. La sua magnitudine apparente è 3,87 e dista 156 anni luce dal sistema solare.

## Osservazione
Si tratta di una stella situata nell'emisfero celeste australe. La sua posizione è fortemente meridionale e ciò comporta che la stella sia osservabile prevalentemente dall'emisfero sud, dove si presenta circumpolare anche dalle regioni temperate; dall'emisfero nord la sua visibilità è invece limitata alla fascia tropicale. Essendo di magnitudine 3,87, la si può osservare anche dai piccoli centri urbani senza difficoltà, sebbene un cielo non eccessivamente inquinato sia maggiormente indicato per la sua individuazione.

## Caratteristiche fisiche
γ Apodis è una gigante gialla di tipo spettrale G8III; ha una massa 2,3 volte quella del Sole, un raggio 11 volte superiore e una temperatura superficiale di circa 5280 K. Come le altre stelle della sua classe è arrivata nella fase finale della sua esistenza, che terminerà divenendo una piccola e densa nana bianca.
La stella è una forte emettitrice di raggi X, ed è inclusa nella lista delle 100 più intense sorgenti di raggi X entro i 50 parsec dalla Terra.